# 全国新酒鑑評会
全国新酒鑑評会（ぜんこくしんしゅかんぴょうかい）は、1911年（明治44年）に始まり、現在も続いている日本酒の新酒の全国規模の鑑評会。酒類総合研究所と日本酒造組合中央会の共催。当該年度の新酒の吟醸酒の鑑評を行う。その評価基準は醸造技術と工業製品としての品質に重きを置いており、純粋においしいか否かではないことに留意する必要がある。

## 沿革

### 明治・大正時代
明治政府の殖産興業の旗印のもと、明治20年代（1890年代終わり頃）から日本酒の品評会が各地で開かれるようになったが、地方によって基準がまちまちであり、やがて全国を同じ基準で統一した品評会が求められるようになった。また、当時は醸造技術が未熟で、酒が製成される前に腐ることもあったため、技術の向上のためにも系統的な品評会の開催が必要となっていった。
いっぽう明治政府にとっては、酒税は重要な国庫の財源であったため、これを確保するためにも国立醸造試験所の設立をはじめとして醸造業を後押しした。やがて1907年（明治40年）に日本醸造協会が主催する全国清酒品評会が開かれ、さらに1911年（明治44年）に第1回全国新酒鑑評会が開かれるにいたった。
「品評会」が審査によって優劣をつけることを主たる目的としているのに対して、「鑑評会」は個々の酒の製造者に対して専門家の評価を示して技術向上に役立ててもらうことを主たる目的としている。
明治・大正時代には、鑑評会や品評会で1位となるなどして客観的に優秀と評価された酵母を醸造協会（現在の日本醸造協会）が採取し、純粋培養して全国の酒蔵に頒布した。そうした協会系酵母の第1号は灘の『櫻正宗』、第2号は伏見の『月桂冠』、第3号から第5号は軟水醸造法を開発した広島の酒蔵から分離され、それがそのままどのような酒造りが往時のトレンドであったかを物語る。また酒米も現在とは異なり、山田穂、雄町、亀の尾、穀良都などが優勢であった。

### 昭和時代
昭和初年は秋田『新政』（あらまさ）から分離された新政酵母がトレンドとなり、1935年（昭和10年）に協会第6号酵母として分離・頒布されるに至る。いっぽう酒米も、1936年（昭和11年）に兵庫県奨励品種として登場した山田錦が鑑評会上位を占めるようになった。しかし時を前後して1937年（昭和12年）、日中戦争が始まると日本酒も徴用されて前線の兵士へ送られ、品質の良い酒が市場に流通しなくなっていき、これを契機に日本酒業界もしだいに沈滞していくこととなる。
太平洋戦争が終わった1945年（昭和20年）はさすがに鑑評会・品評会ともに行なわれなかったが、翌1946年（昭和21年）にはともに再開された。しかし当時の食糧難を反映して、精米歩合も70%までしか磨いてはいけない、という規制が設けられた。
この精米歩合帯で有利になったのが長野『真澄』で、鑑評会・品評会ともに上位を独占するようになったため、『真澄』の酵母が分離されて協会第7号酵母として全国に頒布され、出品酒の8割以上に使われる時代が続いた。
その後しばらく、全国清酒品評会は隔年の秋に、主に秋に出荷されるひやおろしを対象として1950年（昭和25年）まで開催されたが、やがて行われなくなった。いっぽう産業振興よりも醸造技術の修得・向上が目的とされる全国新酒鑑評会は毎年春に行われ、1950年以降も全国規模で酒の品質を比較する唯一の場として続いた。
このころの主宰者は国税庁醸造研究所で、全国で約2000社ほどに減った酒造メーカー（蔵元）の中から、まず各地方の国税局主宰の鑑評会が予選のような形で行われ、その中から800社が全国鑑評会に出品できた。
各蔵元が鑑評会に出せる出品酒の数は、酒造免許をもつ製造場（蔵）につき一つであったので、一つの蔵でやっている小さな蔵元は一点しか出品できず、かたやいくつもの製造場をもつ大メーカーは複数点の酒を出品でき、金賞を獲得するチャンスもそれだけ大きかった。こういう当時の鑑評会の在り方が、大メーカー主導の日本酒業界の体質を作り上げ、ひいては日本酒の消費低迷の一因をなしたとされ、現在も進行中の鑑評会の在り方の変革へとつながっている。

### 平成時代
平成12酒造年度（2000年 - 2001年）の全国新酒鑑評会から、主宰者が国立醸造試験所の後身である独立行政法人酒類総合研究所へ移った。かつての「全国大会には800社まで」という規制もなくなり、どんな蔵元でも自由に出品することができるようになった。また地方によって不公平感が出ないものへ、醸造業を「鑑査する」から「育てる」ものへ、食にかかわる情報として消費者へ開示されるものへと、2008年現在も鑑評会の方法が多方面で模索・試行されている。
そして、独立行政法人酒類総合研究所は運営の効率化が図られ、日本全国新酒鑑評会は日本酒造組合中央会と共催になり、平成20酒造年度全国新酒鑑評会より、出品資格は全国酒造組合中央会の組合員の酒造会社のみという通達を出した。
山田錦を使用した出品酒が多かったことから、山田錦以外の原料米や、それを用いた日本酒の振興のため、平成12年度からは山田錦使用割合によってI部とII部に分けられた。この2部制はその後、目的が達成されたとして平成22年度から廃止された。
ちなみに国税庁とは関係なく、各県の酒造組合、各流派の杜氏組合などが独自に行なう鑑評会も多く開催されているが、名称は鑑評会、歓評会、品評会、きき酒会などいろいろである。一般に門戸が開放されているか否かについても、それぞれの主催者の考えによって多様である。

## 鑑評制度

### 鑑評の方法
日本酒有識者をはじめとして、古くは国立醸造研究所、2001年以降は独立行政法人酒類総合研究所、国税庁の酒類鑑定官、都道府県醸造試験場の技術関係者などが唎き酒を行ない、香味の調和など品質内容について、規定項目を人間の五感をもって審査するほか、酸度や香気成分についての科学分析も行われる。

### 結果の発表
各部門において、まず予審（2006年の場合は4月25日 - 27日）で優秀と認められた出品酒を入賞とし、さらにその中から決審（2006年の場合は5月10日 - 11日）において特に優秀と認められたものを金賞とする。実際には出品酒の3分の1ほどが金賞となる。
一般に「銀賞」といわれるものがあるが、正式には予審を通過した「入賞酒」のことであって銀賞は存在しない。金賞受賞酒には金の短冊が、入賞酒には銀の短冊がかけられていた時代があり、それが銀賞という俗称の起源である。
結果は、出品酒蔵が存在する都道府県に基づいて、国税局の管轄区域毎に発表される。

### 札幌国税局における部門区分
次に例として示すのは北海道を管轄する札幌国税局の平成19酒造年度（鑑評日：2008年3月24日 - 25日）における部門区分である。
道産米吟醸酒の部
国税庁の告示である清酒の製法品質表示基準に基づき吟醸酒と表示できるもののうち北海道産米を100%使用して製造したもの。 出品数44、入賞数7。
吟醸酒の部
吟醸酒と表示できるもの。道産米吟醸酒を含む。出品数53、入賞数10。
純米酒の部
純米酒と表示できるもので精米歩合が50%を超えるもの。純米酒の品質の多様性を損なわずに的確な評価を行うため、試行的に次の4つに細区分された。出品数14、試行中のため賞の授与は行われなかった。
*イ　精米歩合50%を超え60%以下で酸度が1.8未満のもの
*ロ　精米歩合50%を超え60%以下で酸度が1.8以上のもの
*ハ　精米歩合60%を超え酸度が1.8未満のもの
*ニ　精米歩合60%を超え酸度が1.8以上のもの
新製品の部
平成18酒造年度以降に商品化した、あるいは今後商品化を予定としているもの。なお、自己の製造場で製成した酒類なら品目を問わないが、米、米麹又は酒粕を原料の一部に使用しているものに限る。出品数3、試行中のため賞の授与は行われなかった。

### 山田錦の使用割合による2部制
平成12年度から平成21年度までは酒造好適米の山田錦の使用割合によって以下に分類されていた。
第I部
山田錦以外の品種を単独使用、または山田錦の使用割合が原料の50%以下で併用して製造した吟醸酒
第II部
山田錦を単独使用、または山田錦の使用割合が原料の50%を超えて他種と併用して製造した吟醸酒
この制度は戦後に始まる山田錦中心主義ともいうべき業態や各地方で異なる山田錦栽培状況に鑑みて作られた。山田錦以外の原料米の振興を目的とし、平成22年度をもって役目を終えたとして廃止された。

## 問題点
いまなお鑑評会の在り方についてはおおまかに以下のような批判意見がある。
- 鑑評会では唎き酒として対象の酒を呑み込まず、味と香りを鑑評したあとは吐き出してしまうので、呑みこんだあとの味や返り香が評価から捨象される。
- 出品酒はたいてい大吟醸・純米大吟醸になるので、吟醸酒以外の酒が晴れの舞台に出ない。
- 出品酒はその製成所（蔵）の造った最良な一部分に過ぎず、一般にはほとんど出回らないため、いくら「金賞受賞」などとラベルを貼って同じブランドで流通させても、一般消費者がその蔵の良し悪しを見極める目安にならない。
- 一部の専門家だけが密室で酒の評価を決めている。

これらに対する反論としては、おおよそ以下のようなものがある。
- 鑑評会は杜氏、蔵人たちの間で大いに励みや目標となっている現実を考えれば、これをなくしてしまうことはできない。
- たとえ市販酒と出品酒が違うものであっても、鑑評会はちょうどクルマの世界でいえばF1レースのようなもので、ある程度まではその蔵の技術のレベルを物語る指標となる。
- 最近は鑑評会の出品方法も工夫され、吟醸酒以外の酒も然るべき平等な条件で競えるようになってきている。
- 近年は一般消費者も新酒の評価に参加できるように、賞の授与が行われたあとに各地域の国税局の主催で「きき酒会」などが行われている。
- 出品酒をプレミア商品として一般向けに販売している蔵元も多い。